# Sexy Killer
Pour plus de détails, voir Fiche technique et Distribution.
Sexy Killer (Sexykiller, morirás por ella) est un film d'horreur parodique espagnol réalisé par Miguel Martí et sorti en 2008.

## Synopsis
Barbara devenue adulte poursuit un rêve d'enfance, celui de ressembler à la poupée Candy. Elle pense avoir atteint son but, mais une névrose obsessionnelle la conduit à tuer de mort violente tous ceux qui d'une façon ou d'une autre la contrarient. 
Elle se cherche aussi un compagnon qui pourrait lui ressembler et jette son dévolu sur Tomas, un employé de morgue. Ce dernier expérimente une étonnante machine capable de lire dans le cerveau des morts les dernières images qu'ils ont vues. Lorsqu'il expérimente son invention sur l'inspecteur de police chargé de l'enquête que Barbara vient juste d'assassiner, l'examen cérébral échoue, mais l'homme ressuscite. Tomas comprend alors que sa machine est capable de faire revenir des morts à la vie, il extrait de la morgue toutes les victimes de la tueuse toujours sans trouver d'indices. 
Mais bientôt ceux-ci sortent du bâtiment et se conduisent comme des zombies en attaquant une boite de nuit locale...

## Fiche technique
- Titre : Sexy Killer
- Titre original : Sexykiller, morirás por ella
- Réalisateur : Miguel Martí
- Scénario : Paco Cabezas
- Producteur : Jaume Roures, Tadeo Villalba hijo (Tedy Villalba)
- Assistant de production : Teresa Berrio
- Producteur exécutif : Juan Carlos Caro, Javier Méndez
- Musique : Fernando Velázquez
- Photographie : Carles Gusi
- Genre : Comédie horrifique, science-fiction et thriller
- Pays  Espagne
- Langue :  Espagne
- Date de sortie : 10 octobre 2008  Espagne
- Durée 100 minutes

## Distribution
- Macarena Gómez : Barbara, la sexy killer
- Alejo Sauras : Alex
- César Camino : Thomas
- Ángel de Andrés López : l'inspecteur de police
- Juan Carlos Vellido : le professeur d'anatomie
- Nadia Casado : Clara
- Juan Diaz : Jésus
- David Tenreiro : Santiago
- Fernando Ramallo : Ange
- Ramón Langa : Dean
- Javier Botet : un zombie

## Autour du film
- Le film, qui débute en slasher et se termine en film de zombies, est truffé de références aux classiques du cinéma d'horreur : Scream, Massacre à la tronçonneuse, La nuit des morts vivants, Vendredi 13, Re-Animator…

## Récompense
Le film obtient le prix du public film au Festival international du film fantastique de Bruxelles en 2009.